# Пентархия (християнство)
Пентархия (от старогръцки на старогръцки: Πενταρχία, Pentarchía, от πέντε pénte, „пет“ и ἄρχειν archein, „управлявам“) е модел на църковна организация, исторически отстояван от Православната църква. Той е формулиран в законите на император Юстиниан I (527 – 565). В този модел християнската църква се управлява от главите (патриарсите) на петте основни епископства на Римската империя: Рим, Константинопол, Александрия, Антиохия и Йерусалим.
Идеята възниква поради политическата и църковна известност на тези пет седалища, но концепцията за тяхната универсална и изключителна власт е здраво свързана с административната структура на Римската империя. За пръв път пентархията е формулирана юридически в законодателството на император Юстиниан I, особено в Юстинианови новели 131. Трулският събор от 692 г. я провъзгласява официално и класира епископските седалища по ред на предимство, но организацията остава зависима от императора. Пример за императорска намеса е когато през VIII век император Лъв Исавриец променя границата на патриархалната юрисдикция между Рим и Константинопол.  Особено след Трулския събор, пентархията е възприета поне във философско отношение в Източното православие, но не и в Западнохристиянските църкви, които отхвърлят както събора, така и концепцията за пентархията. 
По-големият авторитет на петте епископства по отношение на останалите е свързан с тяхната политическа и църковна известност; всички те са разположени във важни градове и региони на Римската империя и са важни центрове на християнската църква. Рим, Александрия и Антиохия са сред средищата на ранното християнство, докато Константинопол излиза на преден план след като става императорска столица през IV век. След това той винаги бива класиран веднага след Рим. Йерусалим получава място поради важността на града в ранните дни на християнството. Юстиниан и Трулският събор изключват от своята пентархическа схема църквите, оказали се извън империята, като процъфтяващата тогава Църква на Изтока в Сасанидска Персия, която те считат за еретична. В рамките на империята, те признават само халкедонските (или мелкитски) църкви, а считат за нелегитимни нехалкедонските претенденти от Александрия (Коптска православна църква) и Антиохия (Сирийска православна църква).
Раздорите между отделните епископства, и по-специално съперничеството между Рим (който се смята за първостепенен в цялата църква) и Константинопол (който държи властта над другите източни епископства и който се смята за равен на Рим), пречи на пентархията да се превърне във функционираща административна система. Ислямските завоевания на Александрия, Йерусалим и Антиохия през VII век правят от Константинопол единствената практическа власт на Изток, а след това концепцията за „пентархия“ запазва единствено символично значение.
Напрежението между Изтока и Запада, което води до Източно-западна схизма през XI век и възходът на авторитетни, до голяма степен независими митрополитства и патриаршии извън Византийската империя в България, Сърбия и Русия, ерозират значението на старите имперски епископства. Днес само патриарсите на Рим и Константинопол все още имат власт над една цяла голяма християнска църква, като първата оглавява Римокатолическата църква, а втората има символична хегемония над православната църква.